# Santangelo (cognome)
Santangelo è un cognome di lingua italiana.

## Varianti
Il cognome non presenta varianti.

## Origine e diffusione
Il cognome compare in Lombardia, Lazio, Abruzzo, Molise, Campania, Puglia, Basilicata e Sicilia.
Potrebbe derivare da un toponimo.
In Italia conta circa 3578 presenze.

## Persone
- Evelina Santangelo – scrittrice italiana
- Gaetano Santangelo – burattinaio italiano
- Giovan Battista Santangelo – ingegnere e docente italiano
- Francesco Santangelo - filosofo italiano